# Diplazium eggersii
Diplazium eggersii là một loài dương xỉ trong họ Athyriaceae. Loài này được Sodiro C. Chr. mô tả khoa học đầu tiên năm 1905.